# Жигимонт II Ракоці
Жигимонт Ракоці (угор. Zsigmond Rákóczi; 14 липня 1622, Шарошпатак — 4 лютого 1652, Фогараш) — князь Трансільванії з угорського кальвіністського шляхетського роду Ракоці та граф Монгача. Претендент на корону під час виборів польсько-литовського короля 1648 року від протестанстської та православної опозиції.

## Сімейні обставини
Родина Ракоці походила з Земплінського комітату. Коріння роду сягає першої половини XIV століття. Балаш (* 1328; † 1361) був першим, хто використав прізвище «Ракоці».

## Життєпис
Жигимонт народився в Шарошпатаку в 1622 році як другий син Дєрдя I Ракоці та його дружини Сусанни Лорантффі. Його назвали на честь діда по батьківській лінії Жигимонта І Ракоці. Він був вихований німецьким філософом і теологом Йоганном Генріхом Бістерфельдом, який справив на нього великий вплив. Хоча Жигимонт народився лише як друга дитина свого батька після брата, він був його улюбленим сином. Зворушений батьківською гордістю, Дєрдь I Ракоці так сказав про свого друга народженого сина під час війни 1644 року: «Він поводиться настільки пристойно до всіх класів і з такою твердістю і таким зрілим розумом, що тепер ми не можемо очікувати від нього нічого більшого». Літописці-сучасники надзвичайно позитивно відгукувалися про княжого сина. Янош Саларді назвав князя «повним надії, богобоязливим і благочестивим». Янош Бетлен, який не дуже любив Ракоці, також описав його як «шляхетного, мудрого молодого чоловіка, якого справедливо покликали до великого щастя». Його улюблений батько дарував йому титул графа Монгача (Мукачава). 
1648 року виставив свою кандидатуру на виборах польсько-литовського короля 1648 року. Як протестант користувався переважно підтримкою дизунівців, протестантських і православних дисидентів, а спочатку й лідера козацького повстання Богдана Хмельницького.
З династичних і політичних міркувань його батько вирішив одружити сина з важливою європейською королівською родиною. Його зразком для наслідування був колишній князь Трансільванії Жигимонт Баторі, який свого часу одружився з Марією Христиною Габсбурзькою і тим самим покращив вплив свого роду. Крім того, Дєрдь I шукав політичного союзу проти Габсбургів. Зрештою вибір упав на пфальцьку принцесу Генрієтту Марію з дому Віттельсбахів, яка була онукою короля Англії, Шотландії та Ірландії через свою матір Єлизавету Стюарт і яка також була пов'язана з будинками Оранських і Гогенцоллернів через свого батька, Фредерік V. Хоча Генрієтта Марія спочатку чинила опір шлюбу в численних листах до свого брата, її тітка, курфюрстиня Елізабет Шарлотта Бранденбурзька, зрештою проштовхнула союз на тій підставі, що родина Ракоці була заможною протестантською родиною того часу.
Пара провела два весілля: перше 24 травня 1651 року в Кроссені, де Жигимонта представляв як наречений депутат Ференц Редей, і знову 26 червня 1651 року в Шарошпатаку, де пара вперше зустрілася особисто. До того моменту вони знали одне одного лише за малюнками, якими вони обмінювалися. Багато членів угорської аристократії, посланці Бранденбурга та Пфальцу, литовський князь Ян Радзивілл і князь Віктор I Амадей Ангальт-Бернбурзький взяли участь у складних урочистостях. Генрієтта писала своїй родині про свого чоловіка: «… сміливий, щасливий молодий джентльмен, спритний, досить освічений, очевидно, мав хороші якості в розмові».
Пара прожила у шлюбі лише три місяці, оскільки 18 вересня 1651 року незабаром після свого прибуття до Трансільванії Генрієтта раптово й несподівано померла. Через п'ять місяців після її смерті помер і Жигимонт. Він був похований поруч із нею в церкві Св. Михайла у Вайсенбурзі.

## Оцінка
За словами Габора Кармана, Сигізмунд є «єдиною постаттю в історії Угорщини, про яку повідомляють лише позитивні речі без винятку».